# Мухаметдаминово
Мухаметдаминово (баш. Мөхәмәтдәмин) — деревня в Стерлибашевском районе Республики Башкортостан Российской Федерации. Входит в состав Стерлибашевского сельсовета. 

## География

### Географическое положение
Расстояние до:
- районного центра (Стерлибашево): 5 км,
- центра сельсовета (Стерлибашево): 5 км,
- ближайшей ж/д станции (Стерлитамак): 63 км.

## Население
| 2002 | 2009 | 2010 |
| ---- | ---- | ---- |
| 109  | ↘99  | ↗110 |

Согласно переписи 2002 года, преобладающая национальность — башкиры (85 %).